# Ferrary-Kapelle
Die Ferrary-Kapelle ist eine Kapelle in Burgbachau in der zur Gemeinde Sankt Gilgen gehörenden Unterburgau in der Atterseeregion im Salzburger Salzkammergut. Die Kapelle steht unter Denkmalschutz.

## Lage
Die Kapelle befindet sich am Ostrand des kleinen Orts Burgbachau zwischen Unterach und Weißenbach, am Südufer des Attersees und am Nordostfuß des Schafbergs. Sie steht an der Seeleiten Straße (B152). Bei der Kapelle beginnt der Weg zur Burggrabenklamm, einer als Naturdenkmal ausgewiesenen begehbaren Klamm.

## Geschichte
Die Votivkapelle wurde vom Philatelisten und Mäzen Philipp von Ferrary (Philipp Arnold, 1850–1917), Spross reichen genuesischen Adels und Eigentümer der seinerzeit weltweit bedeutendsten Briefmarkensammlung, errichtet. Ferrary war schon in Jugendjahren mit seiner Mutter im Salzkammergut zur Sommerfrische und blieb der Atterseeregion zeit seines Lebens verbunden.
Auf einer Wanderung zum Klauskogel (Auberg) soll der junge Ferrary in Bergnot geraten sein und für die Errettung eine Kapelle gelobt haben. 1891, als er nach dem Tod seiner Mutter zu enormem Vermögen gekommen war, ließ er die Kapelle errichten. Geweiht wurde sie einem hl. Eduard, in Andenken an Eduard Boulenger, seinem Jugendfreund und Adoptivbruder, der sich damals auf die Suche nach ihm gemacht hatte. Ferrary errichtete in der Burgbachau zu der Zeit auch eine Villa, die er seinem Sammlerkollegen Sigmund Friedl schenkte (Villa Friedle, Unterburgau Nr. 3). Der Entwurf der Kapelle stammt vom Wiener Architekten Friedrich Schön. Der Bau sollte auch als Ferrarys Grablege dienen.
Später soll sich Ferrary in dieser Kapelle seinem Intimfreund Albert Arnold Fillatraud verlobt haben. Bei seinem Tod wurde Ferrary dann 1917 nicht hier, sondern nach eigenem Wunsch am Friedhof Steinbach bestattet (unter dem Pseudonym Philipp Arnold, im Andenken an seinen Freund).

## Baubeschreibung
Die Kapelle ist ein kleines Kirchhäuschen mit Dachreiter im neuromanischen Stil. Tor, Fenster und der vorspringende kubisch-Bildstock-artige Glockenturm sind in einfachen Rundbögen ausgeführt, die mit Renaissance-Maßwerk, in den Fenstern auch Säulchen verziert sind. Die Seitenpilaster bilden eine italienisierende, leicht überhöhte Blendfassade.
Die Originalgestaltung der Kapelle war Ziegelwerk mit weißen Faschen.
Der seinerzeit als Waldkapelle errichtete Bau wurde bei der Neutrassierung der B152 Mitte des 20. Jahrhunderts um einen Meter versetzt. Inzwischen sind viele Elemente der ursprünglichen Fassade – wie Front- und hintere Seitenpilaster, Spruchband über dem Tor und begleitende Rundfensterchen, Giebelgesims, Kreuzwerk der Seitenfassade und Details der Stuckarbeiten – verloren gegangen.
Die Kapelle steht unter der Bezeichnung Ferrarikapelle unter Denkmalschutz. Eine neuerliche Versetzung ist wegen des ungünstigen Standorts geplant, sie stellt sich Mitte der 2010er unrenoviert dar, der Innenraum mit einfachem Gestühl ist völlig schmucklos.

## Nachweise
1. 1 2 3  Angabe nach Philipp von Ferrary. In: Atter Wiki (abgerufen am 19. April 2017).
2. ↑  Vergl. Villa Friedl. In: Atter Wiki (abgerufen am 19. April 2017).
3. ↑  Friedrich Schön. Architektenlexikon.
4. 1 2  Ferrary-Kapelle. In: Salzburger Nachrichten: Salzburgwiki.
5. 1 2 3  Vergl. Ferrary bzw. Eduard Kapelle um 1910. Foto, Sammlung Georg Föttinger (auf atterwiki.at).
6. ↑  Sakralbau mit bewegter Geschichte: Neuer Platz für Ferrary-Kapelle gesucht. Gary Sperrer in: Oberösterreichische Nachrichten online, 9. April 2013.